# Acateno
Acateno è una municipalità dello stato di Puebla, nel Messico centrale, il cui capoluogo è la località di San José Acateno.
Conta 8.916 abitanti (2010) e ha una estensione di 180,67 km². 	 	
Il significato del nome della località in lingua nahuatl è erba che cresce sul ciglio della strada.